# العلاقات الغامبية النيكاراغوية
العلاقات الغامبية النيكاراغوية هي العلاقات الثنائية التي تجمع بين غامبيا ونيكاراغوا.

## مقارنة بين البلدين
هذه مقارنة عامة ومرجعية للدولتين:
| وجه المقارنة                                              | غامبيا       | نيكاراغوا        |
| --------------------------------------------------------- | ------------ | ---------------- |
| المساحة (كم2)                                             | 11.30 ألف    | 130.38 ألف       |
| عدد السكان (نسمة)                                         | 2.10 مليون   | 6.22 مليون       |
| الكثافة السكانية (ن./كم²)                                 | 185.84       | 47.71            |
| العاصمة                                                   | بانجول       | ماناغوا          |
| اللغة الرسمية                                             | لغة إنجليزية | اللغة الإسبانية  |
| العملة                                                    | دالاسي غامبي | كوردبا نيكاراغوا |
| الناتج المحلي الإجمالي (بليون دولار)                      | 1.01 مليار   | 13.81 مليار      |
| الناتج المحلي الإجمالي (تعادل القوة الشرائية) بليون دولار | 3.34 مليار   | 31.63 مليار      |
| الناتج المحلي الإجمالي الاسمي للفرد دولار أمريكي          | 471          | 2.09 ألف         |
| الناتج المحلي الإجمالي للفرد دولار أمريكي                 |              | 4.92 ألف         |
| مؤشر التنمية البشرية                                      | 0.441        | 0.631            |
| رمز المكالمات الدولي                                      | +220         | +505             |
| رمز الإنترنت                                              | .gm          | .ni              |
| المنطقة الزمنية                                           | 00           | 00               |

## منظمات دولية مشتركة
يشترك البلدان في عضوية مجموعة من المنظمات الدولية، منها:
| علم المنظمة | اسم المنظمة                               | تاريخ انضمام غامبيا | تاريخ انضمام نيكاراغوا |
| ----------- | ----------------------------------------- | ------------------- | ---------------------- |
|             | مؤسسة التنمية الدولية                     | 18 أكتوبر 1967      | 30 ديسمبر 1960         |
|             | منظمة التجارة العالمية                    | ?                   | ?                      |
|             | مؤسسة التمويل الدولية                     | 19 سبتمبر 1983      | 20 يوليو 1956          |
|             | منظمة حظر الأسلحة الكيميائية              | ?                   | ?                      |
|             | الأمم المتحدة                             | 21 سبتمبر 1965      | 24 أكتوبر 1945         |
|             | الاتحاد الدولي للاتصالات                  | 27 مايو 1974        | 12 مايو 1926           |
|             | منظمة الشرطة الجنائية الدولية             | ?                   | ?                      |
|             | البنك الدولي للإنشاء والتعمير             | 18 أكتوبر 1967      | 14 مارس 1946           |
|             | الاتحاد البريدي العالمي                   | ?                   | ?                      |
|             | المركز الدولي لتسوية المنازعات الاستشارية | 26 يناير 1975       | 19 أبريل 1995          |
|             | وكالة ضمان الاستثمار متعدد الأطراف        | 11 سبتمبر 1992      | 12 يونيو 1992          |
|             | يونسكو                                    | 1 أغسطس 1973        | 22 فبراير 1952         |

## وصلات خارجية
- موقع وزارة الخارجية الغامبية
- موقع وزارة الخارجية النيكاراغوية